# Acacia obesa
Acacia obesa é uma espécie de leguminosa do gênero Acacia, pertencente à família Fabaceae.